# مارگاریتا مامون
مارگاریتا مامون (به انگلیسی: Margarita Mamun) ژیمناست زادهٔ ۱ نوامبر ۱۹۹۵ میلادی اهل کشور روسیه است.